# Kanton Champagne-Mouton
Der Kanton Champagne-Mouton war bis 2015 ein französischer Wahlkreis im Département Charente und in der ehemaligen Region Poitou-Charentes. Er umfasste acht Gemeinden im Arrondissement Confolens; sein Hauptort (frz.: chef-lieu) war Champagne-Mouton. Die landesweiten Änderungen in der Zusammensetzung der Kantone brachten im März 2015 seine Auflösung. Vertreter im conseil général des Départements war zuletzt für die Jahre 2001 bis 2015 Gérard Desouhant (DVG).

## Gemeinden
| Gemeinde         | Einwohner Jahr | Fläche km² | Bevölkerungsdichte | Code INSEE | Postleitzahl |
| ---------------- | -------------- | ---------- | ------------------ | ---------- | ------------ |
| Alloue           | 509 (2013)     | 46,54      | 11 Einw./km²       | 16007      | 16490        |
| Benest           | 330 (2013)     | 21,1       | 16 Einw./km²       | 16038      | 16350        |
| Le Bouchage      | 155 (2013)     | 16,43      | 9 Einw./km²        | 16054      | 16350        |
| Champagne-Mouton | 945 (2013)     | 22,59      | 42 Einw./km²       | 16076      | 16350        |
| Chassiecq        | 169 (2013)     | 13,06      | 13 Einw./km²       | 16087      | 16350        |
| Saint-Coutant    | 221 (2013)     | 19,4       | 11 Einw./km²       | 16310      | 16350        |
| Turgon           | 86 (2013)      | 7,26       | 12 Einw./km²       | 16389      | 16350        |
| Le Vieux-Cérier  | 133 (2013)     | 9,65       | 14 Einw./km²       | 16403      | 16350        |